# Григоріївський Бізюків чоловічий монастир
Свято-Григорівський Бізюків чоловічий монастир Новокаховської єпархії УПЦ (МП) — монастир, розташований у селищі Червоний Маяк Бериславського району Херсонської області.

## Історія монастиря
У 1782 році Г. О. Потьомкіним в знак подяки єгумену Феодосію за допомогу, надану під час російсько-турецької війни 1768–1774 p.p., виділено землі під монашеську обитель. На цих землях і виникло Софронієвське подвір'я. 

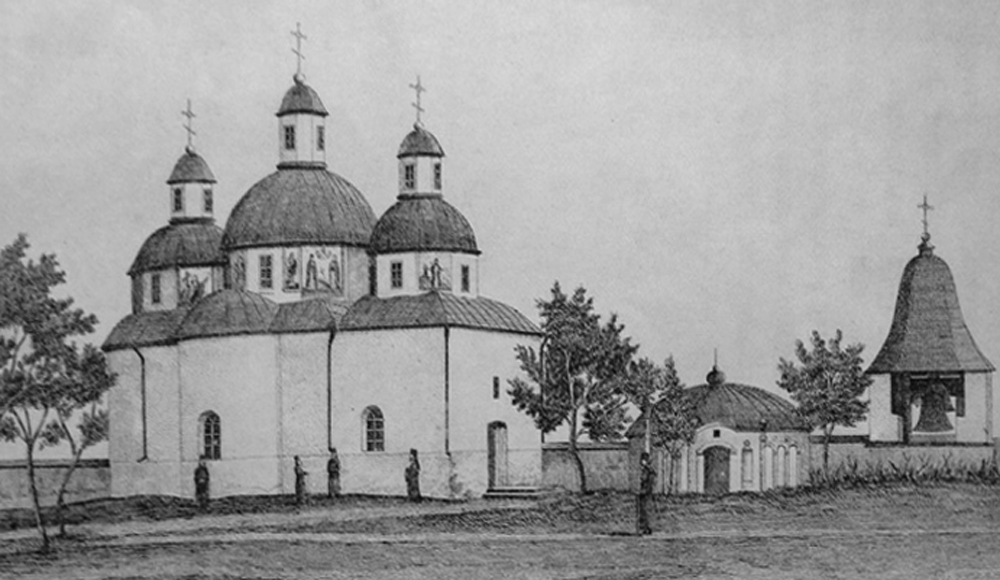
«Григоріевскій Бизюковъ монастырь. Церковь во имя священномученика Григорія – построена въ 1782 году». Зображення церкви на честь священномученика Григорія. Хромолітографія Є.І.Фесенко, Одеса

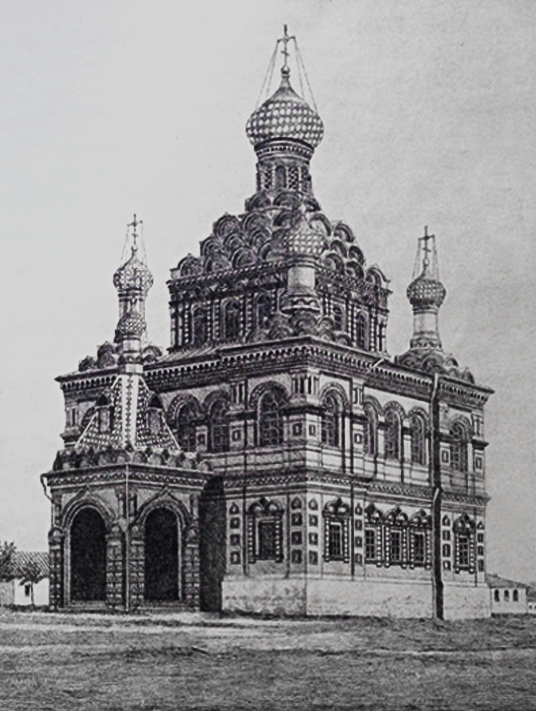
«Григоріевскій Бизюковъ монастырь. Церковь Вознесенія Господня – окончена въ 1893 году» Зображення Свято-Вознесенського храму. Хромолітографія Є.І.Фесенка, 1894р., Одеса.

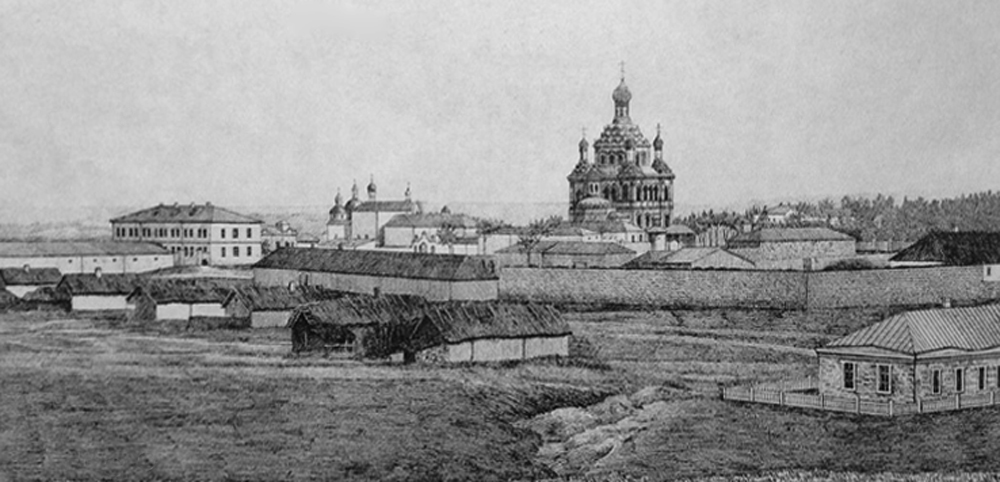
«Григоріевскій Бизюковъ монастырь Херсонской епархіи» Зображення монастиря. Хромолітографія Є.І.Фесенка, 1894р., Одеса.

У 1782–1783 рр. монахи побудували церкву священномученика Григорія, єпископа і просвітителя Вірменії. Подвір'я здобуло нове ім'я — Григор'ївське. Пізніше турецький султан розорив монастир.
На цей час на Смоленщині занепав колись відомий Хрестовоздвиженський Бізюків монастир, заснований у 1650 році.
У 1803 році ці дві обителі були об'єднані у Григорієвський Бізюків монастир.
У першій половині XIX ст. його земельна площа становила вже 25 тис. 964 десятини. В ньому налічувалось 70 капітальних будівель. Серед них: собор, дві церкви, дзвіниця, братський корпус, будинок архімандрита, будинок намісника, дитячий притулок, дворянський і загальний готелі, постоялий двір. У монастирі був фельдшерський пункт, який обслуговував селян сусідніх сіл. У володінні монастиря були також млини, олійниця, виноробня, вапнярня, кузня, цегельно-черепичні і гончарні майстерні, електростанція. Монастир вів просвітницьку діяльність, крім церковно-парафіяльної школи для дітей працювали місіонерські курси, пізніше місіонерська семінарія. Коштом знатного українського роду Чечелів, нащадків відомого козацького полковника Дмитра Чечеля, було збудовано скит Григоріє-Бізюкового монастиря.
У 1893 році було завершено будівництво храму на честь Вознесіння Господнього за проектом архітектора Аркадія Тодорова.

### Монастир після 1917 р

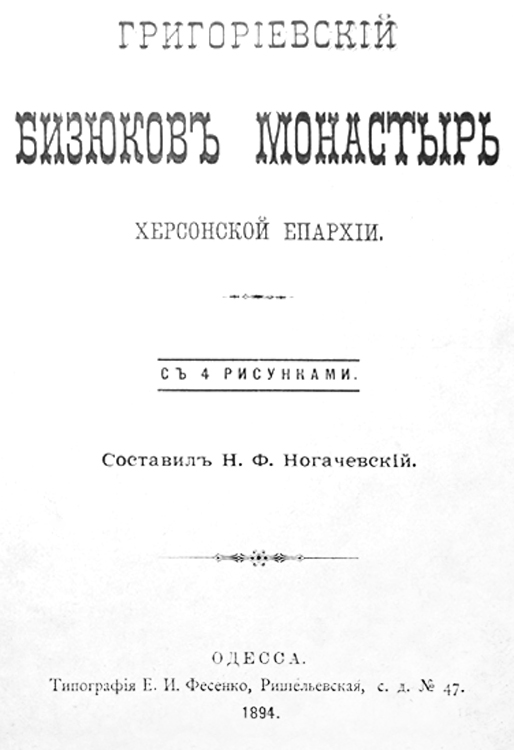
Титульна сторінка книги «Н.Ф.Ногачевскій. Григоріевскій Бизюковъ монастырь Херсонской епархіи», Одеса: Типографія Є.І.Фесенка, 1894 р.

У 1918 році монастир закрито. Його церкви, господарські приміщення зруйновано. Взимку 1919 року монастир зайняв загін «червоних» під керівництвом Кирила Івденка. Червоні знущались з братії монастиря та грабували місцеве населення. Братія Бізюківського монастиря поскаржилася на червоних сотнику вільного козацтва Осауленку, що стояв зі своєю сотнею неподалік у Бериславі. 10 лютого 1919 року відбувся бій сотні Осауленка з 20 сотнями червоних на чолі з Івденком та Дорошенка. Останні зазнали поразки й були вибиті з монастиря.
Під час війни 1941–1945 років німецькі загарбники вивезли залишки монастирських цінностей.
Головний Хрестовоздвиженський собор підірвали у 1970-х роках.
Відновлення монастиря розпочалось на початку 1990-х рр.
Сьогодні, завдяки трудам усіх і, зокрема, благочинного монастиря, вдається поступово, крок за кроком відроджувати обитель.
Монастир належить до Херсонської єпархії РПЦвУ.

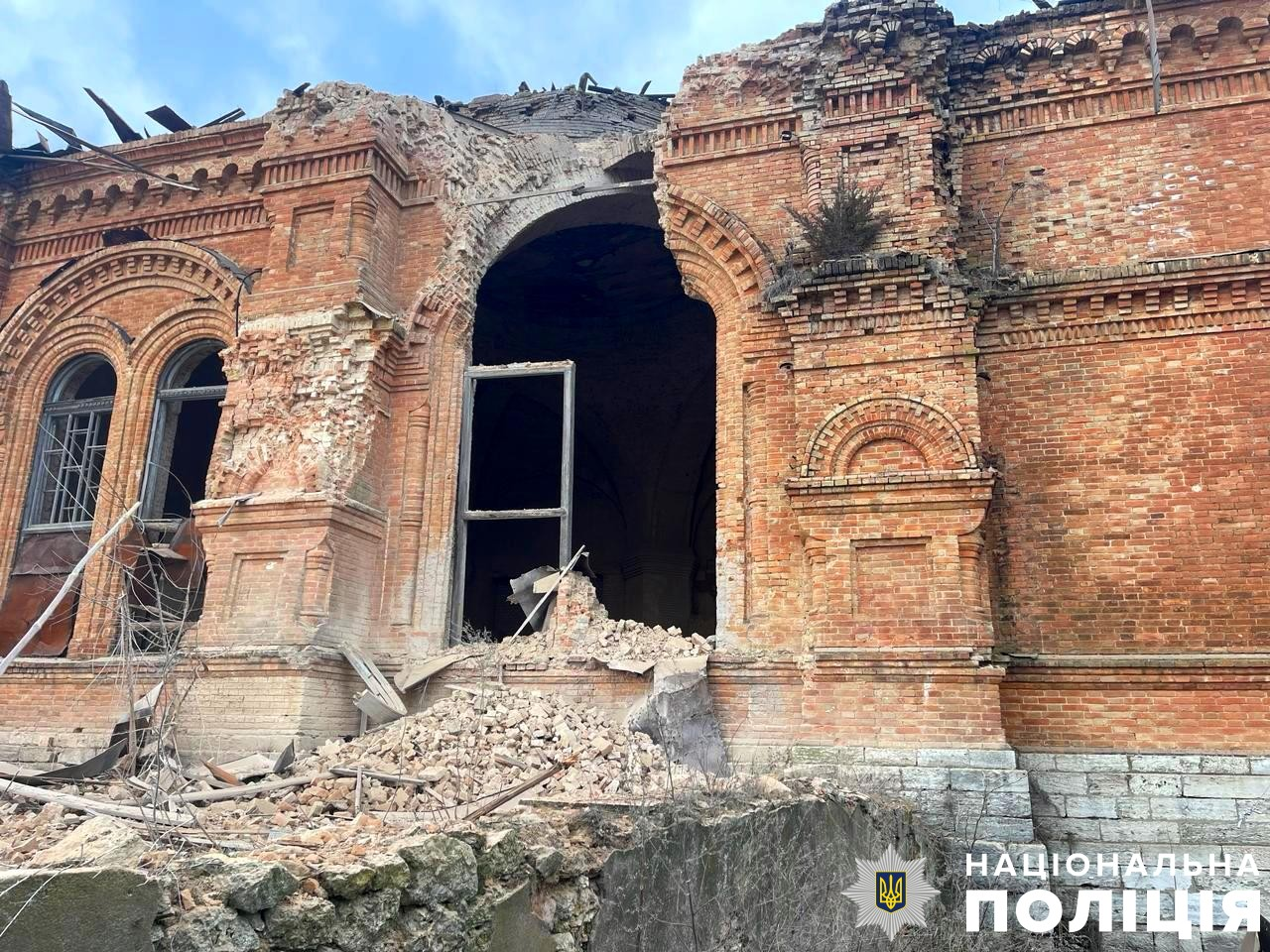
Зимовий (Покровський) собор монастиря після обстрілу в лютому 2024 року

### Російсько-українська війна
10 лютого 2024 року Бізюків монастир постраждав внаслідок обстрілу російської армії. Зруйновано дах та фасад будівлі.